# 残価設定ローン
残価設定ローン（ざんかせっていローン）は、ローンの一種であり、融資対象商品について、あらかじめ一定期間経過後の残存価額を設定しておくことで、残存価額を差し引いた金額についてローン設定を行う。「残価設定型ローン」ともいう。通称「残クレ」。

## 概要
具体的には、対象商品200万円の商品に対し、残価設定ローンのサービスを提供する会社（以下、サービス提供会社）が「この商品の5年後の残存価値は50万円」とあらかじめ設定し、会社は客に対してこの5年間を150万円のレンタル料で貸し出しを行うようなもので、客はこの150万円についてローンを組み、支払いはローン会社への月々の割賦返済とするもの。たいていの場合、サービス期間終了後に商品を返却するか、残りの50万円を支払って買い取るかが選択できる。
近年自動車ローンでは普及しているが、住宅ローンについても、国土交通省が普及に向け、2021年度にも民間の金融機関が参加するモデル事業を始める。
商品価値全額をローンで賄う通常のローンと違い、月々の支払額を低く抑えられる点がメリットである代わりに、最後の支払額が大きめに設定されていることがデメリットとなっている。サービス期間中、商品の所有権は常にサービス提供会社にあり、サービスを受けるもの（客）にはないが、それを明示していない広告があることが問題である。またサービス期間中に客が想定残存価値よりも価値を落とした場合の清算で揉めることがあり、トラブルも少なくないようである。